# Dmitri Goriainov
Dmitri Goriainov   (30 de juny de 1914 - 1991) va ser un atleta soviètic, especialista en el llançament de pes, que va competir durant la dècada de 1940.
En el seu palmarès destaca una medalla de plata en la prova del llançament de pes del Campionat d'Europa d'atletisme de 1946, rere l'islandès Gunnar Huseby. Guanyà el campionat nacional de pes de 1945, i en cinc ocasions finalitzà en segona posició. El 1946 aconseguí el rècord soviètic de pes.
Un cop retirat exercí d'entrenador.

## Millors marques
- Llançament de pes. 15,82 metres (1952)[5]